# Peter Saburō Hirata
Peter Saburō Hirata PSS (jap. ペトロ 平田 三郎, Petoro Hirata Saburō; * 18. August 1913 in Kitano-machi, Kurume, Japan; † 5. August 2007 in der Präfektur Fukuoka) war römisch-katholischer Bischof von Fukuoka.

## Leben
Hirata studierte in Frankreich und empfing die Priesterweihe am 19. Juni 1939 in Paris. Er war 1941 der erste Japaner der der Ordensgemeinschaft der Sulpizianer (PSS) beitrat. Er kehrte 1941 nach Japan zurück und lehrte als Professor am Seminar der Sulpizianer in Fukuoka.
1961 wurde er von Johannes XXIII. zum ersten Bischof von Ōita ernannt. Die Bischofsweihe erteilte ihm am 26. März 1962 Erzbischof Domenico Enrici sowie Paul Aijirō Yamaguchi, Erzbischof von Nagasaki, und Dominic Senyemon Fukahori, Bischof von Fukuoka. Hirata war Teilnehmer am Zweiten Vatikanischen Konzil 1962 bis 1965. 1969 wurde er von Papst Paul VI. zum Bischof von Fukuoka bestellt. Hirata hatte in der japanischen Bischofskonferenz den Vorsitz in den Komitees für Bibelwissenschaften, Übersetzung und Katechismus.
1990 wurde seinem Rücktrittsgesuch von Johannes Paul II. stattgegeben. Er war als Pfarrer in der Pfarrgemeinde Itoshima im Bistum Fukuoka tätig. Er starb an den Folgen einer Lungenentzündung.